# Germain Gigounon
Germain Gigounon (* 20. April 1989 in Binche) ist ein belgischer Tennisspieler.

## Karriere
Gigounon spielt hauptsächlich auf der ITF Future Tour und der ATP Challenger Tour. Auf der Future-Tour gewann er bisher 12 Titel im Einzel und 13 Titel im Doppel.
2015 erreichte er das erste Finale eines Challenger-Turniers, das er gegen Blaž Rola in drei Sätzen verlor. Anschließend kam er in Paris bei den French Open 2015 durch eine Wildcard in der Qualifikation zu seinem Debüt auf der ATP World Tour. Nachdem er sich dort gegen Rui Machado, Alexander Kudrjawzew und Alejandro Falla durchsetzte, verlor er in der Auftaktrunde des Hauptfeldes gegen den an 20 gesetzten Richard Gasquet in drei Sätzen.